# Мартін (Теннессі)
Мартін (англ. Martin) — місто (англ. city) в США, в окрузі Віклі штату Теннессі. Населення — 10 825 осіб (2020).

## Географія
Мартін розташований за координатами 36°20′23″ пн. ш. 88°51′4″ зх. д. / 36.33972° пн. ш. 88.85111° зх. д. (36.339637, -88.851132). За даними Бюро перепису населення США в 2010 році місто мало площу 32,93 км², з яких 32,82 км² — суходіл та 0,10 км² — водойми.

## Демографія
Згідно з переписом 2010 року, у місті мешкали 11 473 особи в 4197 домогосподарствах у складі 2135 родин. Густота населення становила 348 осіб/км². Було 4635 помешкань (141/км²).
Расовий склад населення:
| - 77,6 % — білих - 16,9 % — чорних або афроамериканців - 2,9 % — азіатів - 0,2 % — корінних американців |

До двох чи більше рас належало 1,8 %. Частка іспаномовних становила 2,2 % від усіх жителів.
За віковим діапазоном населення розподілялося таким чином: 16,2 % — особи молодші 18 років, 71,9 % — особи у віці 18—64 років, 11,9 % — особи у віці 65 років та старші. Медіана віку мешканця становила 24,1 року. На 100 осіб жіночої статі у місті припадало 94,2 чоловіків; на 100 жінок у віці від 18 років та старших — 91,7 чоловіків також старших 18 років.
Середній дохід на одне домашнє господарство становив 43 171 долар США (медіана — 31 126), а середній дохід на одну сім'ю — 60 977 доларів (медіана — 50 885). Медіана доходів становила 36 734 долари для чоловіків та 27 650 доларів для жінок. За межею бідності перебувало 30,8 % осіб, у тому числі 27,6 % дітей у віці до 18 років та 15,7 % осіб у віці 65 років та старших.
Цивільне працевлаштоване населення становило 4628 осіб. Основні галузі зайнятості: освіта, охорона здоров'я та соціальна допомога — 33,5 %, виробництво — 15,0 %, роздрібна торгівля — 13,7 %.